# Química en México
Este artículo aborda la química en México. La química, la ciencia encargada de estudiar las sustancias así como sus transformaciones y la energía asociada con estos, comenzó como alquimia, cuando se intentaba buscar la piedra filosofal que convertía el plomo y otros materiales en oro. Desde antes de la conquista de México-Tenochtitlan, existían conocimientos en México que pueden considerarse parte de esta disciplina científica.

## Principales metales usados por culturas prehispánicas
| Metal    | Nombre prehispánico | Aplicaciones                                                                                 |
| -------- | ------------------- | -------------------------------------------------------------------------------------------- |
| Oro      | teocuitlat          | Considerado el símbolo del sol, se usaba generalmente en los templos.                        |
| Plata    | penetli             | Se usó para hacer adornos para nobles, era el metal más comercializado en Tenochtitlan.      |
| Mercurio | chilapa             | No se sabe muy bien su uso, pero se hallaron grandes cantidades en una tumba maya en Copán.  |
| Plomo    | tenetztli           | Se usaba para hacer aleaciones, principalmente en Tenochtitlan.                              |
| Cobre    | No se conoce.       | Se usaba para fabricar monedas y hachas, y en la agricultura también se aplicaba en plantas. |

## La química en la Colonia
Durante el periodo de la Colonia, los procesos para el adelanto de la ciudad se hicieron lentos, pero gracias a la necesidad de extracción de grandes cantidades de minerales para después ser trasladados a España, se asentaron ahí la mayoría de los avances científicos. La primera industria en México la creó Bartolomé de Medina en Pachuca en 1555, y el proceso para extraer la plata consistía en la amalgamación de este metal con mercurio; se ponía mercurio en el piso y los indígenas, con ayuda de animales, pisaban el mercurio descalzos, y generalmente fallecían en poco tiempo por envenenamiento por mercurio. Este proceso es considerado el mejor legado de Hispanoamérica a la metalurgia.[cita requerida]
Andrés Manuel del Río descubrió, en 1801, un nuevo elemento, al que llamó eritronio. Se creía que era cromo, lo que resultó falso, y el metal fue redescubierto en 1830 por Nils Gabriel Sefström, quien lo llamó vanadio.[cita requerida]
El primer maestro de química en México fue Fausto Delhuyar, quien usaba el libro Tratado elemental de química, del padre de la química, Antoine Lavoisier, libro que sería traducido al español en 1797.[cita requerida]

## Después de la independencia
Poco tiempo después de que Agustín de Iturbide asumiera el poder, se dio un gran avance a la sección de farmacia, en donde destaca el químico mexicano Leopoldo Río de la Loza, quien fue maestro de química y elaboró varios estudios sobre los productos naturales existentes en varios vegetales de México. En uno de los vegetales, encontró el ácido pipitzahoico (1852). Tiempo después, fundó la farmacopea mexicana, que consta de diversas sustancias y medicamentos usados en el país.[cita requerida]

## La Facultad de Química
En septiembre de 1916, gracias a Juan Salvador Agraz, se creó la actual Facultad de Química. Tres años después de su creación, se anexa a la escuela la carrera de farmacia, creándose laboratorios de análisis y de preparación de productos químicos.[cita requerida]

## La píldora anticonceptiva
En 1951, con tan solo 26 años de edad, Luis Ernesto Miramontes Cárdenas creó el primer compuesto activo que fue la base para crear la píldora anticonceptiva.[cita requerida]

## La química moderna
En 1974, Mario J. Molina se convierte en uno de los precursores para el descubrimiento del agujero de ozono antártico. Recibió, junto con Paul J. Crutzen y Frank Sherwood Rowland, el Premio Nobel de Química en 1995 por su papel en la dilucidación de la amenaza a la capa de ozono de la Tierra y de los gases clorofluorocarbonos (CFC), convirtiéndose en el único ciudadano mexicano en recibir un Premio Nobel de Química.
Desde 1986, la empresa sinaloense (única planta en Sinaloa) Química Mexicana se ha encargado de crear productos y desarrollar procesos químicos para la purificación del agua.[cita requerida]